# Ballyhaise
Ballyhaise (iriska: Béal Átha hÉis) är en ort i republiken Irland.   Den ligger i grevskapet An Cabhán och provinsen Ulster, i den norra delen av landet, 110 km nordväst om huvudstaden Dublin. Ballyhaise ligger 95 meter över havet och antalet invånare är 620.
Terrängen runt Ballyhaise är platt. Runt Ballyhaise är det ganska glesbefolkat, med 27 invånare per kvadratkilometer. Närmaste större samhälle är Cavan, 7,2 km söder om Ballyhaise. Trakten runt Ballyhaise består i huvudsak av gräsmarker.